# Malloewia extrema
Malloewia extrema är en tvåvingeart som först beskrevs av Becker 1912.  Malloewia extrema ingår i släktet Malloewia och familjen fritflugor.
Artens utbredningsområde är Kalifornien. Inga underarter finns listade i Catalogue of Life.